# Amphiura lanceolata
Amphiura lanceolata is een slangster uit de familie Amphiuridae.
De wetenschappelijke naam van de soort werd in 1879 gepubliceerd door Theodore Lyman.